# Wikinger (Schiff, 1959)
Die Wikinger war ein 1959 gebautes Binnenfahrgastschiff, das bis 1981 in Frankfurt am Main für Ausflugsfahrten und anschließend als Alsace I in Straßburg zum Einsatz kam. 1990 wurde das Schiff nach einem Brand abgewrackt.

## Geschichte

### Vorgeschichte
Nachdem ihr gemeinsames Schiff Rheingold auf der Schiffswerft und Maschinenfabrik Mainz-Gustavsburg 1957 verbrannt war, lösten die Söhne der Frankfurter Familien Flettner und Nauheimer die gemeinsame „Reedereigemeinschaft Flettner-Nauheimer“ auf und verkauften die drei verbleibenden Schiffe an die Köln-Düsseldorfer Deutsche Rheinschiffahrt.

### AlsWikingerin Frankfurt (1959–1981)
Die Nauheimer-Söhne machten sich einzeln selbständig: Hans Nauheimer übernahm die Vaterland, Adolf Nauheimer gründete seinen eigenen Betrieb und bestellte bei der Schiffswerft Johann Hupp im bayerischen Eibelstadt einen Neubau, in dem eigene Vorstellungen einflossen. Für die junge Werft war dies der erste Neubauauftrag über ein Passagierschiff, das 1959 nach Frankfurt abgeliefert wurde und den Namen Wikinger erhielt. Als Novum in der Binnenfahrgastschifffahrt hatte es eine Heizung, so dass es auch im Winter eingesetzt werden konnte.
Adolf Nauheimer bot mit der Wikinger Ausflugstouren in und um Frankfurt an, etwa zur Gerbermühle oder nach Frankfurt-Schwanheim. Gleichzeitig standen auch längere Schiffstouren auf dem Main und auf dem Rhein auf dem Programm. In Frankfurt waren seine Fahrten beliebt, da er als Schiffsführer seine Passagiere mit viel Liebenswürdigkeit, Humor und Charme unterhielt. Durch seine Art und die ständige Präsenz erlangte er einen hohen Bekanntheitsgrad und galt als einer der letzten Frankfurter Originale. Adolf Nauheimer betrieb das Schiff bis zu seinem Todesjahr 1981, das anschließend verkauft wurde.

### Alsacein Straßburg (1981–1990)
Sein Schiff Wikinger wurde nach Frankreich an die neu gegründete „Alsace Croisieres Strasbourg“ verkauft. Dort erhielt es den Namen Alsace, neuer Heimathafen wurde Straßburg. Für den Betreiber war die Neuerwerbung das erste Schiff des Unternehmens, das sich zu einem großen Anbieter von Flusskreuzfahrten, der „Croisi Europe“, entwickelte. Der Gründer des Unternehmens, Gérard Schmitter, renovierte das Schiff und setzte es für Fahrten bis nach Rüdesheim am Rhein ein.
Anfang April 1989 befand sich die Alsace mit 34 Passagieren bei Wesel, als auf dem Schiff Feuer ausbrach. Löschversuche der Feuerwehr – unter anderem mit zwei Löschbooten – blieben erfolglos und das Schiff brannte aus. Im Folgejahr wurde die Alsace verschrottet.

## Das Schiff
Die Wikinger war 32,89 Meter lang und 6,05 Meter breit. Der Tiefgang betrug 0,84 Meter. Angetrieben wurde das Schiff von einem Dieselmotor mit 230 PS. Das Schiff verfügte über insgesamt 290 Plätze.